# 유언 브렘너
유언 브렘너(Ewen Bremner, 1972년 1월 23일~)는 스코틀랜드의 배우이다.

## 출연 작품

### 영화
- 네이키드 (1993)
- 프린스 오브 주틀랜드 (1994)
- 저지 드레드 (1995)
- 트레인스포팅 (1996)
  - T2: 트레인스포팅 2 (2017)
- 줄리언 돈키보이 (1999, Julien Donkey-Boy)
- 파라노이드 (2000)
- 스내치 (2000)
- 블랙 호크 다운 (2001)
- 진주만 (2001)
- 웰컴 투 더 정글 (2003)
- 80일간의 세계 일주 (2004)
- 에이리언 VS. 프레데터 (2004)
- 매치 포인트 (2005)
- Mr. 후 아 유 (2007)
- 할람 포 (2007)
- 사랑보다 황금 (2008)
- 환상의 그대 (2010)
- 퍼펙트 센스 (2011) - 제임스 역
- 위대한 유산 (2012) - 웸믹 역
- 잭 더 자이언트 킬러 (2013)
- 설국열차 (2013)
- 엑소더스: 신들과 왕들 (2014)
- 원더우먼 (2017)
- 메리와 마녀의 꽃 (2017) - 영어 더빙
- 레니게이드 (2017)
- 퍼스트 카우 (2019)

### 텔레비전
- 더 빌 (1994-96)
- 엘리자베스 1세 (2005)
- 로스트 룸 (2006)
- 마이 네임 이즈 얼 (2008)
- 스푹스 (2009)
- 스트라이크 백 (2010)
- 하우스 오브 드래곤 (2022)
- 우리의 깃발은 곧 죽음 (2022-현재)